# Титанозавр
Титанозавр (лат. Titanosaurus, що означає «ящер-титан») — рід рослиноїдних ящеротазових динозаврів з родини титанозаврових, що жили в пізньому крейдяному періоді (близько 70—65 млн років тому) на території сучасної Індії.
Титанозавр традиційно був «сміттєвим таксоном», до якого відносили різні погано збережені залишки завроподів. Найвідоміший вид Titanosaurus, «Titanosaurus» colberti, тепер виділений в окремий рід Isisaurus.

## Історія відкриття
У 1871 році поблизу міста Джабалпур в Індії знайшли масивну стегнову кістку довжиною 1,17 метра. Вчені визначили, що це останки динозавра, але ні до одного відомого ящера вона не підходила. Потім, там же, знайшли кілька хвостових хребців, і стало ясно, що відкритий абсолютно новий для науки велетень. У 1877 році англійський геолог Річард Лідеккер (1849—1915) назвав новий вид титанозавром індійським (T. indicus).
4 вересня 2024 року, на сторінках наукового видання Communications Biology було повідомлено, що на місці скам'янілостей Ло Уеко в провінції Куенка (Іспанія), португальськими палеонтологами з Лісабонського університету було знайдено частковий скелет нового виду титанозавра, який отримав назву Qunkasaura pintiquiniestra або кунказавр.